# قندي مشطي
قندي مشطي (الاسم العلمي:Pectinator) هو جنس من الحيوانات يتبع فصيلة القندية من رتبة القوارض.

## أنواع
هذا الجنس يضم نوع واحد غير منقرض هو:
- قندي سبيكي (الاسم العلمي:Pectinator spekei)